# گورنو اوسنووو
گورنو اوسنووو (به بلغاری: Gorno Osenovo) روستایی در بلغارستان است که در استان بلاگووگراد واقع شده‌است.